# Solitaire
Solitaire er et brætspil for én spiller. Spillet spilles på et særligt spillebræt med huller med en pind (eller kugle) i hvert hul på nær ét. Målet med spillet er at fjerne samtlige pinde på nær én.
Spillet kendes fra 1697, hvor magasinet Mercure galant bragte en beskrivelse af brættet, reglerne og udvalgte opgaver. 

## Spillebræt
Der findes to almindeligt anvendte spillebrætter: Det engelske med 33 huller i korsform (ikke ulig ludo) og det franske med 37 huller (et ekstra hul i hver vinkel af korset).

## Spil
Almindeligvis begynder man med det midterste hul tomt (i alt fald på det engelske spillebræt), og målet er, at den sidste pind skal ende i det midterste hul.
Spillet rummer kun én type træk: At lade en pind springe over en anden pind til et tomt hul, hvorefter den oversprungne pind fjernes. På de almindelige anvendte spillebrætter kan pinde kun flyttes lodret og vandret.

## Strategi
Det er meget let at ende med enkelte pinde, der er placeret langt fra de øvrige pinde.

## Løsning
Som andre matematiske opgaver (som f.eks. problemskak) er der blevet regnet på solitaire, og på det engelske spillebræt findes der flere løsninger (den første beskrevet i 1912). På det franske bræt findes ingen løsning, hvor man begynder og ender med det midterste hul - til gengæld findes der løsninger, hvor det tomme hul er lige på den ene side af midten, og den sidste pind ender lige på den anden side af midten.

## Eksterne links
- Wikimedia Commons har flere filer relateret til Solitaire
- HTML5 version af Albino Tonnina
- A Solitaire Game and Its Relation to a Finite Field
- Peg solitaire and group theory